# 合田秀樹
合田 秀樹（ごうだ ひでき、1962年〈昭和37年〉1月20日 - ）は、日本の人事院官僚。
国家公務員倫理審査会事務局長、人事院事務総局職員福祉局長などを歴任し、定年退職後にキルギス国駐箚特命全権大使に任官。

## 来歴
広島県三原市出身。中学校2年生のときに東京都へ転居。武蔵高等学校を経て、1984年（昭和59年）3月、東京大学法学部第二類を卒業。同年4月、人事院に採用された。採用後、職員福祉局審査課長、給与局給与第三課長、同局給与第一課長、内閣官房内閣参事官（内閣官房副長官補付）、人材局試験審議官、同局審議官、給与局次長などを歴任。国家公務員の人事行政制度やその運用を担い、国際連合日本政府代表部おいて国際機関の職員の人事に携わった。
2017年（平成29年）4月1日、国家公務員倫理審査会事務局長に就任。
2018年（平成30年）4月1日、人事院事務総局職員福祉局長に就任。
2022年（令和4年）3月31日、定年退職。同年9月15日、キルギス国駐箚特命全権大使に就任。

## 年譜
- 1984年（昭和59年）
  - 3月 - 東京大学法学部第二類卒業[1]
  - 4月 - 人事院採用[1]
- 1994年（平成6年）4月 - 国際連合日本政府代表部一等書記官[1]
- 1999年（平成11年）9月 - 国家公務員倫理審査会事務局倫理企画官[1]
- 2000年（平成12年）4月 - 人事院事務総局管理局調査職[1]
- 2001年（平成13年）1月 - 人事院事務総局勤務条件局給与第一課給与調査官[1]
- 2004年（平成16年）4月 - 人事院事務総局企画法制課法制調査室長[1]
- 2005年（平成17年）4月 - 人事院事務総局総合調整官[1]
- 2006年（平成18年）1月 - 人事院事務総局職員福祉局審査課長[1]
- 2007年（平成19年）4月 - 人事院事務総局給与局給与第三課長[1]
- 2009年（平成21年）4月 - 人事院事務総局給与局給与第一課長[1]
- 2012年（平成24年）3月 - 事務総局付兼内閣官房内閣参事官（内閣官房副長官補付）[1]
- 2013年（平成25年）
  - 4月 - 兼人材局付[1]
  - 8月 - 人事院事務総局人材局試験審議官[1]
  - 10月 - 人事院事務総局人材局審議官[1]
- 2016年（平成28年）4月 - 人事院事務総局給与局次長[1]
- 2017年（平成29年）4月 - 国家公務員倫理審査会事務局長[1]
- 2018年（平成30年）4月 - 人事院事務総局職員福祉局長[1]
- 2022年（令和4年）
  - 3月 - 定年退職[5][1]
  - 9月 - キルギス国駐箚特命全権大使[1]